# فرنسيس إل. دالي
فرنسيس إل. دالي (بالإنجليزية: Francis L. Dale) هو محامي وضابط بحري ومسير أعمال وسياسي أمريكي، ولد في 1921، وتوفي في 1 ديسمبر 1993. حزبياً، نشط في الحزب الجمهوري. وقد انتخب List of ambassadors of the United States to the United Nations in Geneva ‏ (19 ديسمبر 1973 – 1 يوليو 1976).